# Erdély Ír
Erdély Ír : antifasiszta havi szemle Nagyváradon 1933 áprilisától júniusig. Felelős szerkesztője Gábor István.

## Témái, munkatársai
Politikai, szociológiai cikkeket és irodalmi anyagot közölt, így Gaál Gábor és Turnowsky Sándor írásait, Nagy István regényrészletét, Baradlai László, Dénes Kató, Fekete Ferenc és Frigyes Marcell jegyzeteit. A haladó nyugati irodalmat Erich Kästner versei és Egon Erwin Kisch riportjai képviselték. Egyik számában leközölte Lenin végrendeletét.

## Lásd még
- Antifasiszta sajtó Erdélyben